# Nékám Kristóf
Nékám Kristóf (Budapest, 1944. augusztus 4. – ) magyar orvos, allergológus és klinikai immunológus, belgyógyász, klinikai farmakológus, egyetemi magántanár és igazságügyi orvosszakértő.

## Életútja

### Ifjúkora és tanulmányai
Nagyapja Nékám Lajos Sándor, apja Nékám Lajos bőrgyógyász, az orvostudományok doktora, anyja, Lívia muzeológus.
Középiskolai tanulmányait 1958 és 1962 között végezte az Eötvös József Gimnázium német tagozatán. A színjátszó szakkör tagja és az Eötvösdiák című gimnáziumi újság egyik szerkesztője volt.
Általános orvosi diplomáját summa cum laude minősítéssel 1968-ban szerezte meg a Budapesti Orvostudományi Egyetemen (mai nevén Semmelweis Egyetem). Még abban az évben tudományos ösztöndíjasnak, majd egyetemi tanársegédnek nevezték ki. Gyakorlatokat és tantermi előadásokat 1968 és 1988 között tartott a SOTE orvostanhallgatóinak.
Orvosi pályáját ugyanitt, a II. számú Belgyógyászati Klinikán kezdte, majd 1973 során szerzett belgyógyászatból szakképesítést.

### Élete és tudományos munkássága
1979-től kezdve, közel két év éven keresztül, amerikai ösztöndíjjal végzett immunszabályozási kutatásokat a charlestoni Medical University of South Carolina egyetemen. Hazatérése után klinikai immunológusként folytatta munkáját a II. számú Belgyógyászati Klinikán, majd 1982-ben egyetemi adjunktussá nevezték ki.
1985-ben klinikai immunológiából és allergológiából szerzett szakképesítést.
1986 és 1991 között német nyelvű tantermi és gyakorlati oktatást tartott a német fakultáson.
1991. május 1-től 2000. június 30-ig között az Országos Reumatológiai és Fizioterápiás Intézet (ORFI) Immunológiai Osztályának osztályvezető főorvosa.
2000. július 1 óta a mai napig a Budai Irgalmasrendi Kórház Allergológiai és Immunológiai Osztály és Szakambulancia osztályvezető főorvosa.
2005-ben klinikai farmakológiából szerzett szakképesítést.
2008-tól a Budai Allergiaközpontnak, 2011-től pedig a Dr. Rose Magánkórháznak szerződéses allergológusa.
Több tankönyv, szakkönyv, és folyóirat szerkesztője és társszerzője volt, valamint bel- és külföldi tudományos és ismeretterjesztő lapokban több, mint 200 publikáció szerzője vagy társszerzője.
Egyik alapítója a Gellért Lions Klubnak, majd 1994-től 1995-ig a Lions Klubok Nemzetközi Szövetségének magyarországi kormányzója.
2014 augusztus 20-án a Magyar Érdemrend Tisztikeresztje kitüntetéssel díjazták.
2016 óta az Egészségpolitikai Munkabizottság társelnöke az Országgyűlés Fenntartható Fejlődés Tanácsában, tagja az Allergia-Parlagfű kerekasztalnak, és vezeti az Egészségügyi Szakmai Kollégium Immunológiai és Allergológiai tagozatát.

## Magánélete
Feleségével, dr. Csűrös Erzsébettel a Semmelweis Orvostudományi Egyetem II. Belklinikán ismerkedett meg, és 1973-ban kötöttek házasságot. Három gyermekük született, Petra (1977), Kristóf (1979), és Szandra (1985). Négy unokájuk van, Vencel (2005), Bernadett (2013), Viktória (2015), és Auróra (2023).

## Tudományos minősítése és egyetemi címei
- 1979: az orvostudományok kandidátusa

- 1993: címzetes egyetemi docens (HIETE)

- 1997: med. habil. (SOTE)

- 1998: PhD

- 1999: egyetemi magántanár (Semmelweis Egyetem)

- 2003: egyetemi magántanár (Debreceni Tudományegyetem)

## Hazai tudományos társasági tagságok és funkciók
- Magyar Allergológiai és Klinikai Immunológiai Társaság, 1991-1999 között főtitkár, 1999-2007 között elnök, 2007 óta elnökhelyettes

- Magyar Belgyógyász Társaság

- Magyar Dermatológiai Társulat

- Magyar Gasztroenterológiai Társaság

- Magyar Gerontológiai Társaság

- Magyar Immunológiai Társaság

- Magyar Reumatológusok Egyesülete

- Magyar Táplálkozástudományi Társaság

- Magyar Tüdõgyógyász Társaság

- Magyar Egészségügyi Kommunikációs Szakemberek Egyesülete

- Klinikai Vizsgálattervezők Egyesülete

## Nemzetközi tudományos társasági tagságok
- European Academy of Allergology and Clinical Immunology

- 1980-1981: American Association for Clinical Research

- 1991-1995: Worldwide Hungarian Medical Academy

- International Association of Allergology and Clinical Immunology

- European Committee of Continuing Education for Practicing Allergologists (CEFCAP)

- New York Academy of Sciences

- INTERASMA

- ARIA Munkacsoport tagja, majd az ARIA-WHO magyar Collaborative Center vezetője

## Hazai (nem tudományos társasági) szakmai aktivitás
- 1997-től napjainkig: Magyar Allergia Szövetség elnöke
- 1998: Allergiakutatási Alapítvány alapítója
- 2005: Magyar Élelmiszer-Biztonsági Hivatal Új élelmiszerek Bizottságának tagja
- 2006: Regionális szakfelügyelő (Közép-Dunántúl, allergológia – klinikai immunológia)
- 2007: Magyar Lupus Egyesület tiszteletbeli tagja
- 2007: Allergiások Egészségéért Egyesület alapító elnöke
- 2010: Országgyűlés Fenntartható Fejlődés Bizottsága által vezetett Allergia – Parlagfű Kerekasztal egészségügyi munkacsoportjának vezetője
- 2011: Szakmai Kollégium Immunológiai és Allergológiai tagozatának tagja

## Szerkesztőbizottsági tagságok
- 1978-tól: Magyar Immunológia
- 1993-tól: Acta Microbiologica et Immunologica
- 1995-től: Új Diéta (szaktanácsadó)
- 1997-től: International Review of Allergology and Clinical Immunology
- 2000-től: Allergologie tanácsadó bizottságának tagja
- 2001-től: Alergia Astma Immunologia nemzetközi szerkesztő bizottságának tagja
- 2003-tól: Allergy Hypersensitivity Asthma nemzetközi szerkesztő bizottságának tagja
- 2003-tól: MOTESZ Magazin Tudományos Tanácsadó Testületének tagja

## Tudományos művei
- 1994: Táplálkozási allergiák, Szemere Pállal

- 2003: Allergia-környezetünk csapdája

További nyolc könyvrészlet.
2022-ig bezárólag több, mint 310 publikációt írt, és több, mint 410 előadást tartott.

## Kitüntetései
- Prágai Károly Egyetem Emlékérme (1988)
- A Magyar Érdemrend tisztikeresztje (2014)